# Спілінга
Спілінга, Спілінґа (італ. Spilinga, сиц. Spìlinga) — муніципалітет в Італії, у регіоні Калабрія,  провінція Вібо-Валентія.
Спілінга розташована на відстані близько 470 км на південний схід від Рима, 70 км на південний захід від Катандзаро, 17 км на захід від Вібо-Валентії.
Населення — 1458 осіб (2014).
Щорічний фестиваль відбувається 8 серпня. 

## Демографія
Населення за роками:

Станом на 1 січня 2023 року в муніципалітеті офіційно проживало 135 іноземців з 21 країни, серед них 87 громадян країн Євросоюзу та 2 громадяни України.

## Сусідні муніципалітети
- Драпія
- Йопполо
- Лімбаді
- Нікотера
- Рикаді
- Ромбіоло
- Цунгрі